# شرق ظريمة (حزم العدين)

تعديل مصدري - تعديل

شرق ظريمة محلة تابعة لقرية صرواح، التابعة لعزلة بني الفخر بمديرية حزم العدين إحدى مديريات محافظة إب في الجمهورية اليمنية، بلغ تعداد سكانها 53 حسب تعداد اليمن لعام 2004.